# Tatort: Restrisiko
Restrisiko ist ein Fernsehfilm aus der Kriminalreihe Tatort. Der vom Westdeutschen Rundfunk unter der Regie von Claus-Michael Rohne produzierte Film wurde am 14. Februar 1999 im Ersten Programm der ARD ausgestrahlt. Es ist der 6. Fall des Kölner Ermittler-Teams Ballauf und Schenk und die 406. Tatortfolge.

## Handlung
Eines Nachts wird in unmittelbarer Nähe eines Krankenhauses für psychisch kranke Menschen eine junge Frau erwürgt. Kommissare Ballauf und Schenk werden zum Tatort gerufen und befragen den Klinikleiter Professor Konski, der nicht ausschließen kann, dass einer seiner Insassen der Täter ist, da immer ein gewisses Restrisiko bestünde. Der Verdacht fällt schnell auf Harald Berger, einen verurteilten Totschläger, der nach seiner Haftstrafe noch in psychotherapeutischer Betreuung in der Klinik ist, aber auch Freigang hat. Obwohl er schon seit längerem mit seiner Rechtsanwältin Ellen Strohmeier ein Verhältnis hat, kann sie ihm kein Alibi für den Tatabend geben. Ballauf erscheint es recht unverständlich, wie eine Rechtsanwältin sich mit einem Gesetzesbrecher einlassen kann. Ähnlich geht es Jürgen Strohmeier, auch er kann seine Frau nicht verstehen, die inzwischen schon die Scheidung eingereicht hat. Nachdem Zigarettenkippen mit der DNA von Harald Berger am Fundort der Leiche entdeckt werden und er damit unter dringenden Tatverdacht gerät, flieht er aus der Klinik. Kurz nach ihm gelingt auch dem Serienkiller Herbert Mumann, der noch immer gemeingefährlich ist und ebenfalls für die Tat in Frage kommen würde, die Flucht aus der Psychiatrie.
Ballauf findet mithilfe der Kriminaltechnik heraus, dass die Zigarettenkippen absichtlich am Tatort deponiert worden sind, um eine falsche Spur zu legen. Das bringt Jürgen Strohmeier in Verdacht, der durch das Ausschalten seines Nebenbuhlers hoffte, seine Frau zurückzugewinnen. Als er bemerkt, dass er verdächtigt wird, versucht er den Ehemann des Opfers gegen Berger aufzuwiegeln. Trotz allem können Ballauf und Schenk Strohmeier zu einem unfreiwilligen Geständnis bewegen, als sie ihm die Beweislage gegen ihn darlegen.

## Hintergrund
Restrisiko wurde von Colonia Media im Auftrag des WDR  produziert. Die Dreharbeiten erfolgten 1998 in Köln und Düren. Der Regisseur wollte unbedingt den Kölner Rosenmontagsumzug mit in den Tatort integrieren, bekam dafür jedoch keine Genehmigung. So musste er auf einen Veedelszug am Dienstag ausweichen und Szenen der Kölner Jecken mittels Statisten nachdrehen.
Drehbuchautor Peter Zingler übernimmt in dieser Folge eine Nebenrolle als Cowboyschuster.

## Rezeption

### Einschaltquoten
Bei seiner Erstausstrahlung am 14. Februar 1999 wurde die Folge Restrisiko in Deutschland von 8,09 Millionen Zuschauer gesehen, was einem Marktanteil von 22,02 Prozent entsprach.

### Kritiken
Rainer Tittelbach von tittelbach.tv wertet anerkennend: „Der  WDR-‚Tatort‘ gibt  sich nach Kinderhandel und Wehrmachtsausstellung weiterhin themenorientiert. Action indes werde eher ‚runtergefahren‘“.
„Der kölsche Jecken-‚Tatort‘ punktet mit netten kleinen Gags und glaubhafter Besetzung.“, befanden die Kritiker von TV Spielfilm. Ansonsten stellen sie anerkennend fest: „Wolle mer se reilasse? Aber klar doch!“

### Trivia
Freddys Auto: Jaguar XK8 Cabrio, K-JJ 7865.